# Пијани од љубави
Пијани од љубави (енгл. Punch-Drunk Love) је америчка романтична комедија-драма из 2002. године, коју је написао и режирао Пол Томас Андерсон, у којој глуме Адам Сандлер, Емили Вотсон, Филип Симор Хофман, Луис Гузман и Мери Лин Рајскуб. Прати предузетника са социјалном анксиозношћу заљубљеног у сарадницу своје сестре.

## Радња
Бери Еган је нежења који је власник компаније која продаје тематске клипове за тоалете и друге новитете. Има седам надмоћних сестара које га редовно исмевају и емоционално злостављају, тако да он води усамљени живот испрекидан налетима беса и друштвене анксиозности. Једног дана је сведок необјашњиве саобраћајне несреће, узима напуштени хармониј са улице и сусреће Лену Ленард (сарадницу Елизабет, једне од његових сестара). Лена је организовала овај састанак након што га је видела на Елизабетиној породичној слици на послу.
Бери одлази на рођенданску забаву своје сестре, где га задиркују због његове сексуалности што доводи до озбиљног испада у којем разбија сестрина клизна стаклена врата. Након његовог испада, тражи од зета да га упути код терапеута. Уместо тога, Бери зове телефонску линију за секс да би се изборио са својом усамљеношћу. Телефонски сексуални оператер покушава да изнуди новац од њега, а затим шаље четири брата, који су њена браћа, да покупе новац. Ово компликује његов надобудни однос са Леном, као и његов план да искористи рупу у промоцији Здравог избора и сакупи милион миља честог лета куповином великих количина пудинга.
Када Лена одлази на Хаваје на пословно путовање, Бери одлучује да је прати, користећи своју сестру да пронађе Лену, која је пресрећна што га види. Док њих двоје проводе време заједно, Беријева сестра зове Лену, што компликује ствари, али Лена лаже о контакту са Беријем, лојално чувајући његову и њихову приватност. Романса се даље развија, што доводи до Беријевог олакшања од емоционалне изолације коју је претрпео.
На повратку, четворица браће су налетели на Беријев ауто, лакше повредивши Лену. Након што се бори са сва четири брата гвожђем за гуме, Бери оставља Лену у болници и креће да прекине узнемиравање. Он поново зове телефонску линију за секс и сазнаје да је "надзорник" власник продавнице душека. Бери вози све до Прова, Јута, да се суочи са власником, Дином, лицем у лице. У почетку покушавајући да застраши Берија, Дин га сматра још застрашујућим када сазна да је Бери дошао чак из Калифорније.
Бери се враћа кући и одлази код Лене да објасни зашто се несрећа догодила. Он моли за опроштај, обећавајући своју лојалност и да ће користити своје километре честог лета да је прати на свим будућим пословним путовањима након што његове миље пудинга буду обрађене. Лена признаје да је била више узнемирена што је остављена у болници, али му опрашта и срећно се грле. Лена прилази Берију и грли га с леђа док он свира клавир.

## Продукција
Након успеха Магнолије, Андерсон је изјавио да ће радити са Сандлером и да је одлучан да свој следећи филм сними у деведесет минута.
У писању елемената подзаплета миља честих летова Здравог избора, Андерсон је био инспирисан причом из стварног живота Дејвида Филипса, који је успешно сакупио преко милион миља честих летова.